# Charlotte Becker
Charlotte Becker (Datteln, 19 mei 1983) is een Duitse voormalige wielrenster. Zij was actief op de weg en op de baan.

## Carrière
Becker reed drie jaar voor de Duitse wielerploeg Nürnberger Versicherung, een jaar voor Cervélo, twee jaar voor Specialized-lululemon, een half jaar voor het Nederlandse Argos-Shimano, anderhalf jaar voor het Britse Wiggle Honda en vier jaar voor het Noorse Hitec Products. Ze reed in 2019 voor FDJ Nouvelle-Aquitaine Futuroscope en vanaf 2020 drie jaar voor de eveneens Franse wielerploeg Arkéa. In juni 2022 reed ze haar laatste wedstrijd. In januari 2023 beviel ze van een dochter. Haar oudere zus Christina Becker stopte in 2011 met wielrennen.

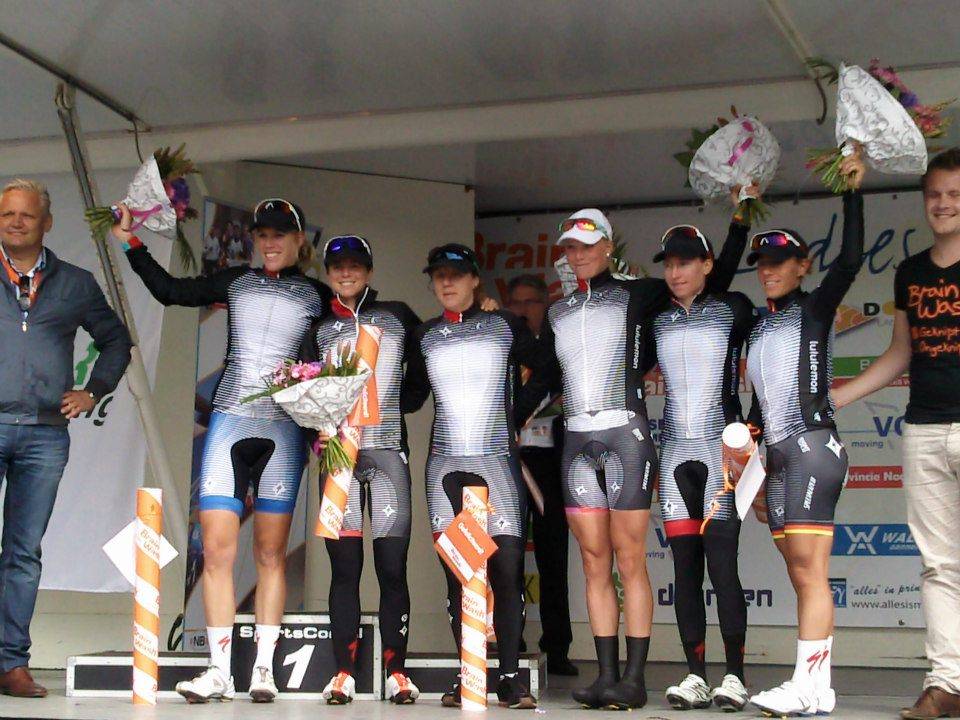
Becker (met witte pet) met Specialized-lululemon in de BrainWash Ladies Tour 2012

Ze deed namens Duitsland mee aan de wegrace tijdens de Olympische Spelen in Londen, maar finishte buiten tijd. In 2006 werd ze Duits kampioene tijdrijden en in 2010 Duits kampioene op de weg. Op de baan werd ze tweemaal Duits kampioene in de individuele achtervolging en eenmaal in de scratch. Met haar ploeg Specialized-lululemon won ze in 2012 het WK ploegentijdrit in Valkenburg. Dat jaar wonnen ze ook de ploegentijdrit van de Open de Suède Vårgårda en de tweede etappe van de BrainWash Ladies Tour.
Becker won de eindklassementen van de Holland Ladies Tour (2008), Albstadt (2009), Tour of Zhoushan Island (2014 en 2017) en van de World Tour-wedstrijd Tour of Chongming Island.

### Onderscheidingen
In 2010 werd Becker samen met André Greipel in Duitsland verkozen tot wielrenners van het jaar.

## Palmares

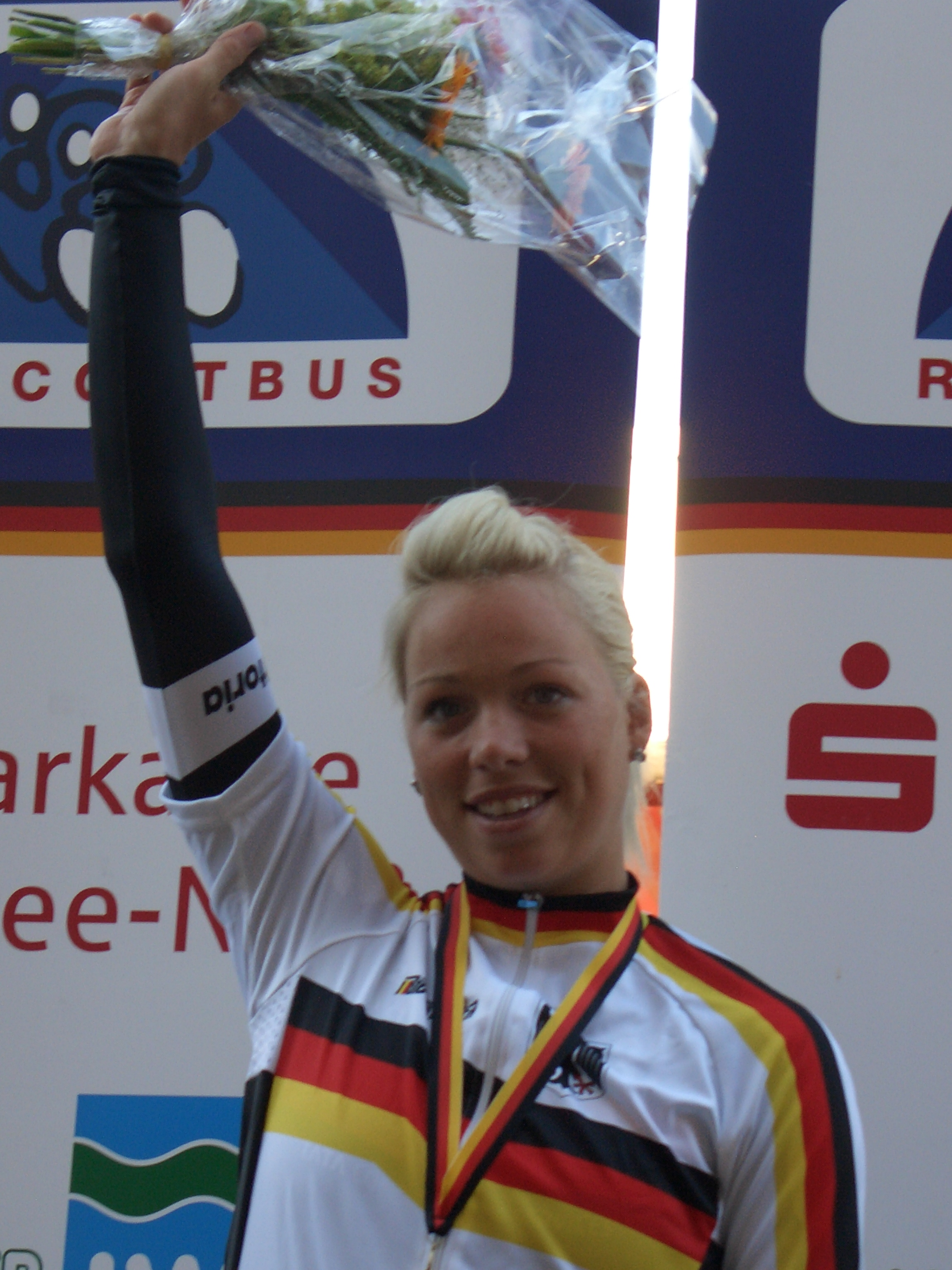
Becker was Duits kampioene in 2010

### Wegwielrennen

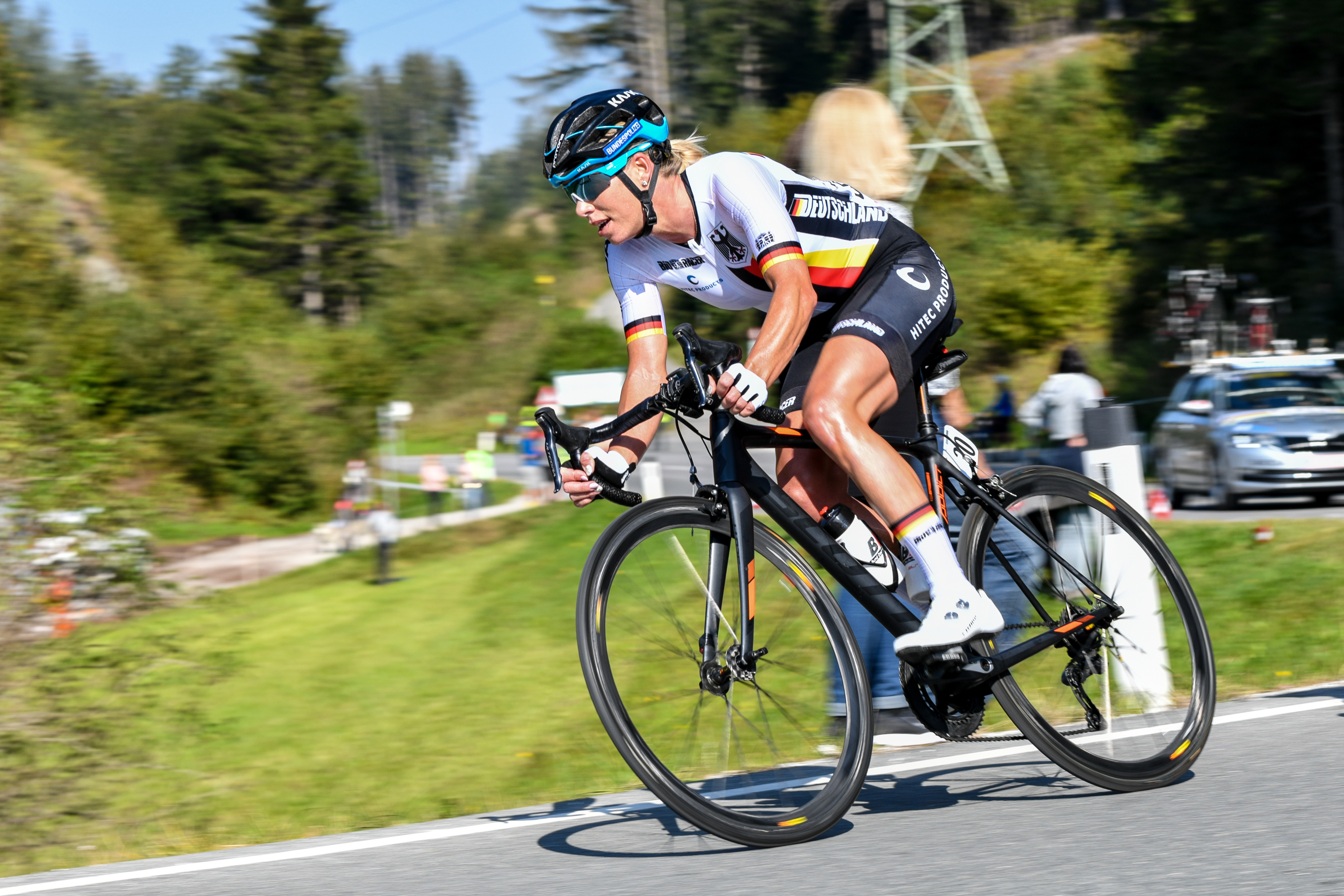
Becker tijdens het WK 2018 in Innsbruck

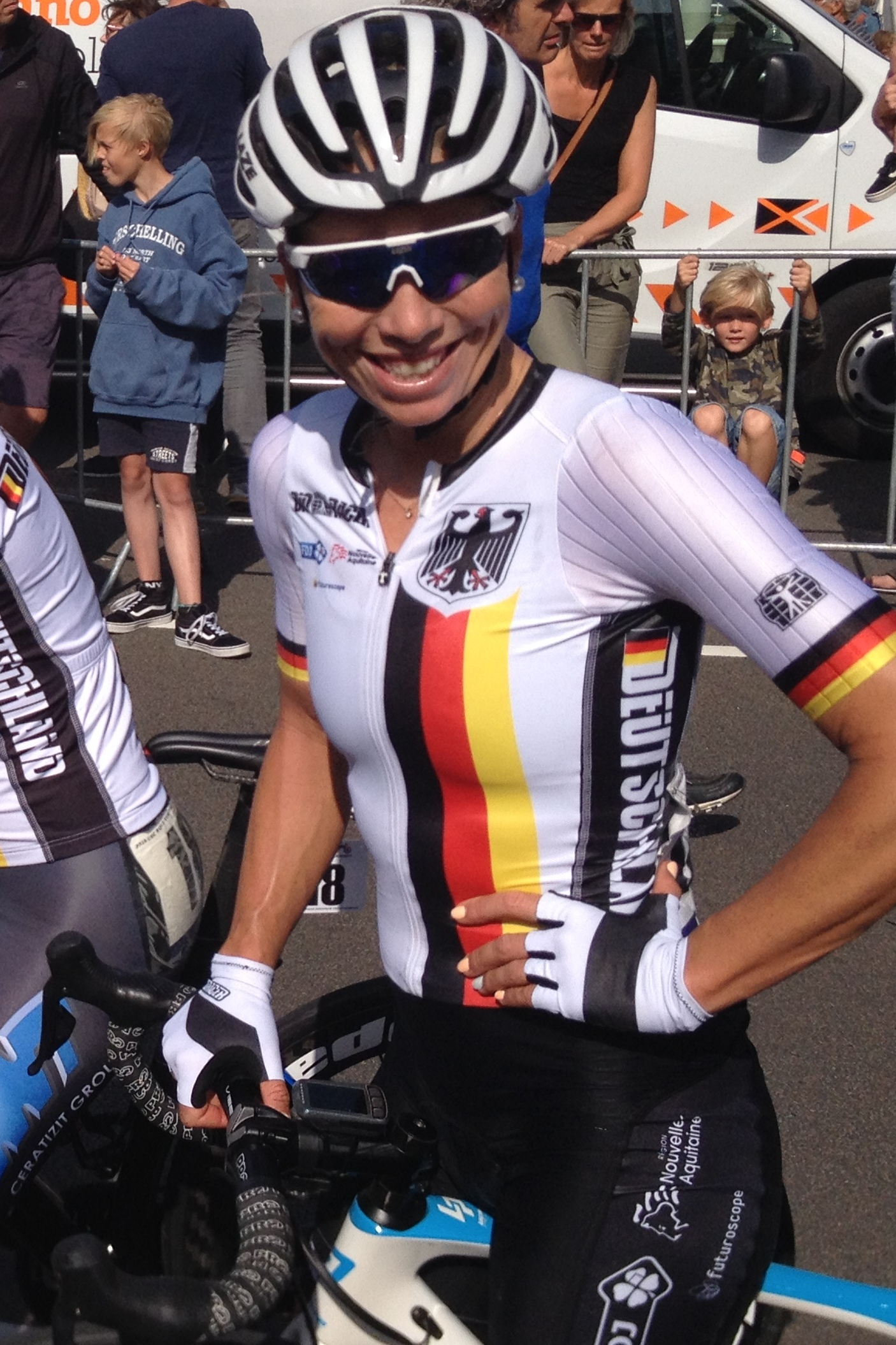
Becker tijdens het EK 2019 in Alkmaar

2006 - 1 zege
 Duits kampioen tijdrijden, Elite
2007
 Duits kampioenschap tijdrijden
2008 - 1 zege
 Eindklassement Holland Ladies Tour
 Duits kampioenschap tijdrijden
2009 - 4 zeges
 Eindklassement Albstadt-Frauen-Etappenrennen
2e etappe Albstadt-Frauen-Etappenrennen
2e etappe Tour de l'Aude Cycliste Féminin (ploegentijdrit)
2e etappe Ronde van Thüringen
2010 - 3 zeges
 Duits kampioen op de weg, Elite
GP Ciudad de Valladolid
Open de Suède Vårgårda (ploegentijdrit)
 Duits kampioenschap tijdrijden
2011 - 5 zeges
Open de Suède Vårgårda (ploegentijdrit)
2e (ploegentijdrit) en 3e etappe Trophée d'Or Féminin
1e (ploegentijdrit) en 6e etappe Ronde van Toscane
 Duits kampioenschap tijdrijden
2012 - 3 zeges
 UCI Ploegentijdrit (met Specialized-lululemon)
Open de Suède Vårgårda (ploegentijdrit)
2e etappe BrainWash Ladies Tour (ploegentijdrit)
 Duits kampioenschap op de weg
2014 - 2 zeges
 Eindklassement Tour of Zhoushan Island
1e etappe Tour of Zhoushan Island
 Duits kampioenschap tijdrijden
2016 - 1 zege
94.7 Cycle Challenge
2017 - 2 zeges
 Eindklassement Tour of Zhoushan Island
2e etappe Tour of Zhoushan Island
 Duits kampioenschap op de weg
2018 - 3 zeges
 Eindklassement Tour of Chongming Island (WWT)
2e etappe Tour of Chongming Island
2e etappe Tour of Zhoushan Island
2020
 Duits kampioenschap op de weg
| Jaar | Milaan-San Remo | Gent-Wevelgem | Ronde van Vlaanderen | Amstel Gold Race | Luik-Bast.‑Luik | Emakumeen Saria | Classic Lorient Agglomération | Open de Suède Vårgårda |  | WK op de weg |
| ---- | --------------- | ------------- | -------------------- | ---------------- | --------------- | --------------- | ----------------------------- | ---------------------- |  | ------------ |
| 2003 | 94e             |               |                      |                  |                 |                 |                               |                        |  |              |
| 2007 |                 |               | 60e                  |                  |                 | 9e              |                               |                        |  |              |
| 2008 |                 |               |                      |                  |                 |                 |                               | Brons                  |  | 71e          |
| 2009 |                 |               | 63e                  |                  |                 |                 |                               | opgave                 |  | opgave       |
| 2010 |                 |               |                      |                  |                 | 37e             | 6e                            | 8e                     |  | opgave       |
| 2011 |                 |               |                      |                  |                 | 79e             | 58e                           | 33e                    |  | 38e          |
| 2012 |                 |               | 82e                  |                  |                 | Zilver          |                               | 46e                    |  | 34e          |
| 2013 |                 |               | 15e                  |                  |                 |                 |                               |                        |  |              |
| 2014 |                 |               | 16e                  |                  |                 | 70e             |                               | 21e                    |  | 53e          |
| 2015 |                 | 51e           | opgave               |                  |                 |                 |                               | opgave                 |  | opgave       |
| 2016 |                 |               | opgave               |                  |                 |                 |                               |                        |  |              |
| 2017 |                 | opgave        |                      |                  | 89e             |                 |                               | opgave                 |  | opgave       |
| 2018 |                 |               |                      |                  | 85e             |                 |                               |                        |  | opgave       |
| 2019 |                 | 68e           | 94e                  | opgave           |                 | 8e              |                               | opgave                 |  |              |
| 2020 |                 |               |                      |                  |                 |                 | 40e                           |                        |  |              |
| 2021 |                 |               |                      |                  | opgave          |                 | opgave                        |                        |  |              |

### Baanwielrennen
| Jaar | DK                                           | EK                   | WK                   | Overig                        |
| ---- | -------------------------------------------- | -------------------- | -------------------- | ----------------------------- |
| 2002 | achtervolging                                |                      |                      |                               |
| 2003 |                                              |                      |                      |                               |
| 2004 |                                              |                      |                      |                               |
| 2005 |                                              |                      |                      |                               |
| 2006 |                                              |                      |                      |                               |
| 2007 | achtervolging puntenkoers                    |                      |                      |                               |
| 2008 | achtervolging puntenkoers                    |                      | ploegenachtervolging | WB L.A.: scratch              |
| 2009 |                                              |                      |                      |                               |
| 2010 | achtervolging puntenkoers                    |                      |                      |                               |
| 2011 | omnium                                       | ploegenachtervolging |                      |                               |
| 2012 |                                              |                      |                      | Perth: puntenkoers en scratch |
| 2013 |                                              |                      |                      |                               |
| 2014 |                                              |                      |                      |                               |
| 2015 | scratch · achtervolging puntenkoers · omnium |                      |                      |                               |

## Ploegen
- 2005 -  Team Red Bull-Frankfurt
- 2006 -  Fenixs-Colnago
- 2007 -  Nürnberger Versicherung
- 2008 -  Nürnberger Versicherung
- 2009 -  Nürnberger Versicherung
- 2010 -  Cervélo TestTeam
- 2011 -  HTC-Highroad Women
- 2012 -  Specialized-lululemon

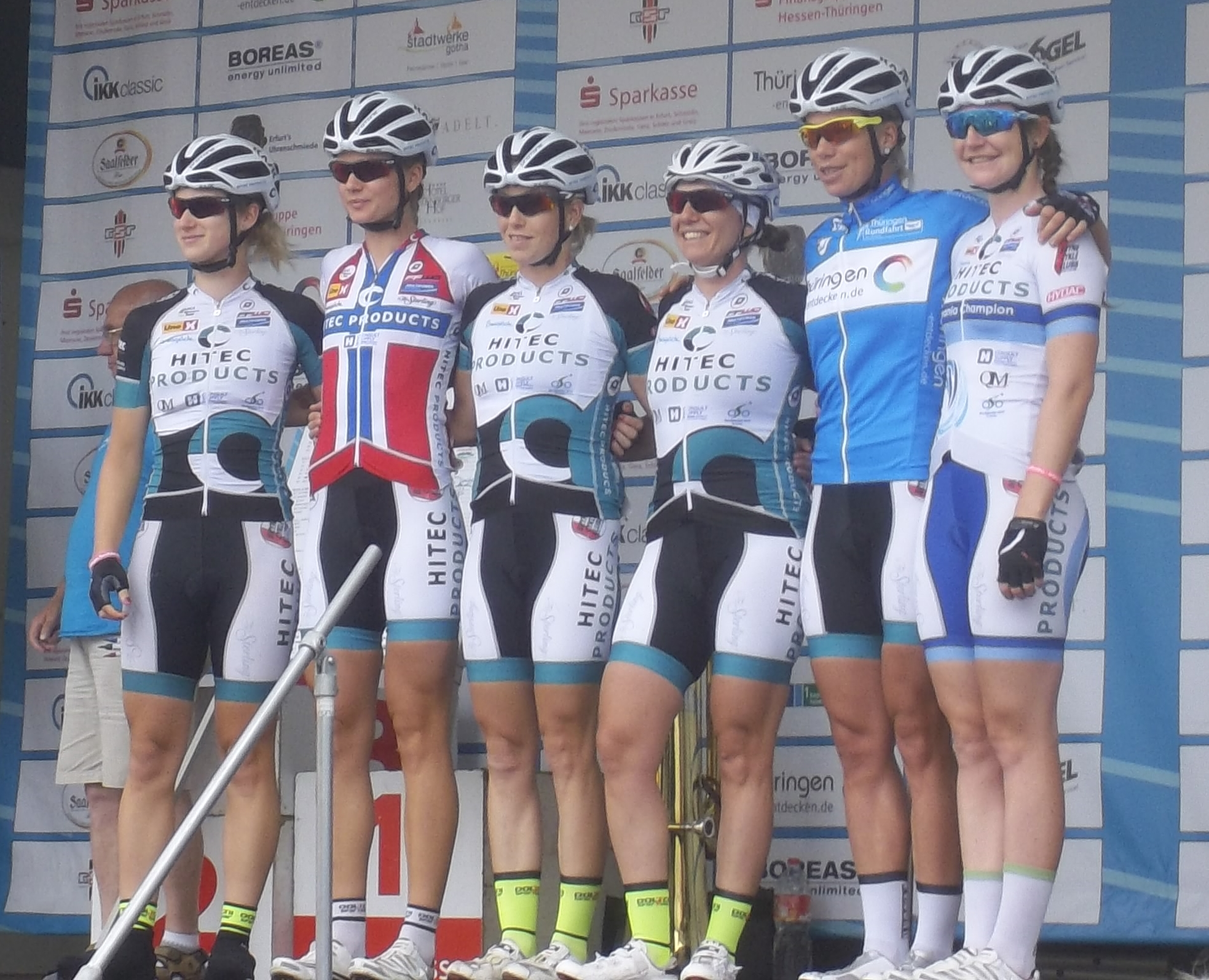
Becker (met blauwe trui) met Hitec Products in de Ronde van Thüringen 2015

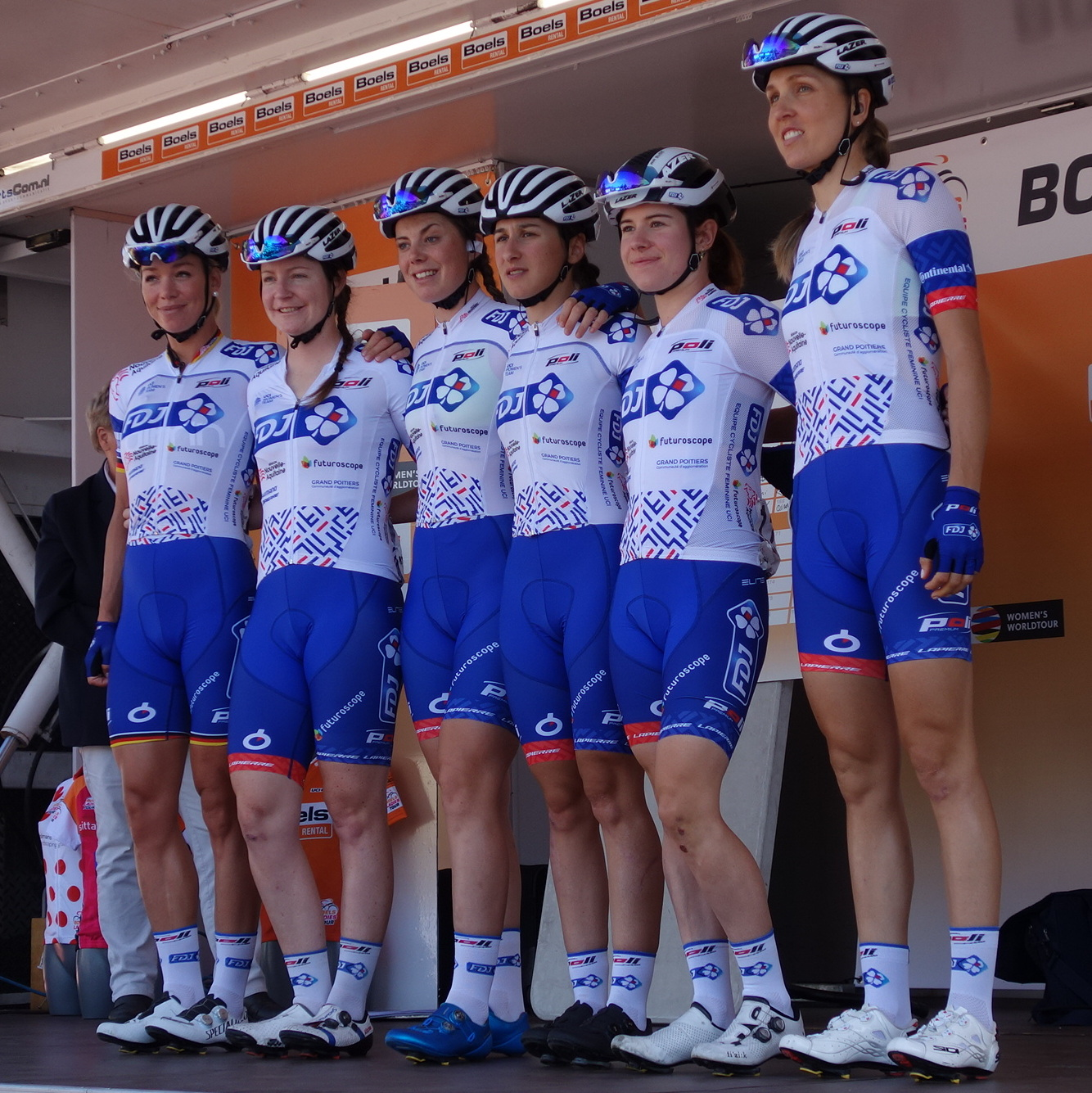
Becker (l) met FDJ Nouvelle-Aquitaine Futuroscope in de Boels Ladies Tour 2019

- 2013 -  Argos-Shimano (tot 28 mei)
- 2013 -  Wiggle Honda (vanaf 1 juni)
- 2014 -  Wiggle Honda
- 2015 -  Hitec Products
- 2016 -  Hitec Products
- 2017 -  Hitec Products
- 2018 -  Hitec Products
- 2019 -  FDJ Nouvelle-Aquitaine Futuroscope
- 2020 -  Arkéa
- 2021 -  Arkéa
- 2022 -  Arkéa (tot juni)

Becker · Brennauer · Colclough · Fahlin · Hosking · Hughes · Neben · Rowney · Stacher · Stevens · Teutenberg · Van Dijk · Worrack
Becker · Busser · Garner · Gebhardt · Johrend · Knol · Mackaij · Markus · Pieters · Tromp · Wild
Barker · Bartelloni · Becker · Bronzini · Collins · Gilmore · Hagiwara · King · Kitchen · Roberts · Rowsell · Schnitzmeier · Trott · Villumsen
Barker · Bartelloni · Becker · Bertine · Bronzini · Collins · Fahlin · Gilmore · Hagiwara · King · Mullens · Roberts · Rowsell · Sanchis · Schnitzmeier · Trott · Villumsen
Becker · Bjørnsrud · Gotaas Johnsen · Guderzo · Gunvaldsen · Hatteland Lima · Heine · Kitchen · Leth · Lorvik · Moberg · Thorsen · Van Glabeke · Wild
Andersen · Becker · Bjørnsrud · Frapporti · Gotaas Johnsen · Guderzo · Gunvaldsen · Hatteland Lima · Heine · Kitchen · Leth · Lorvik · Moberg · Thorsen · Wild
Aalerud · Andersen · Becker · Bjørnsrud · Frapporti · Gaskjenn · Gotaas Johnsen · Hatteland Lima · Heine · Hoeksma · Kessler · Moberg · Thorsen
Andersen · Becker · Frapporti · Gaskjenn · Guderzo · Gulliksen · Heine · Kessler · Lorvik · Moe · Møllebro · Solvang · Thorsen
Becker · Borgli · Bravard · Demay · Duval · Fahlin · Gillow · Grossetête · Guilman · Kitchen · Le Net · Muzic · Richioud · Wiel